# Gobernación de Kursk
La gobernación de Kursk (en ruso:Курская губерния) fue una unidad administrativo-territorial (gubernia) del Imperio ruso, que existió desde 1796 hasta 1928 con capital en Kursk.

## Historia
La gobernación de Kursk fue fundada en el año 1797, y en el año 1864 se aprobó en una asamblea rural su independencia. Era una tierra tradicionalmente de cultivo, con cereales, patatas y nueces, aparte de la apicultura.
En 1917, cedió una parte del territorio a Ucrania, país con el que Kursk había comerciado mucho y del que procedía un 24 por ciento de la población. 
En 1928, durante la Unión Soviética, la gobernación fue abolida.

## Uyezds

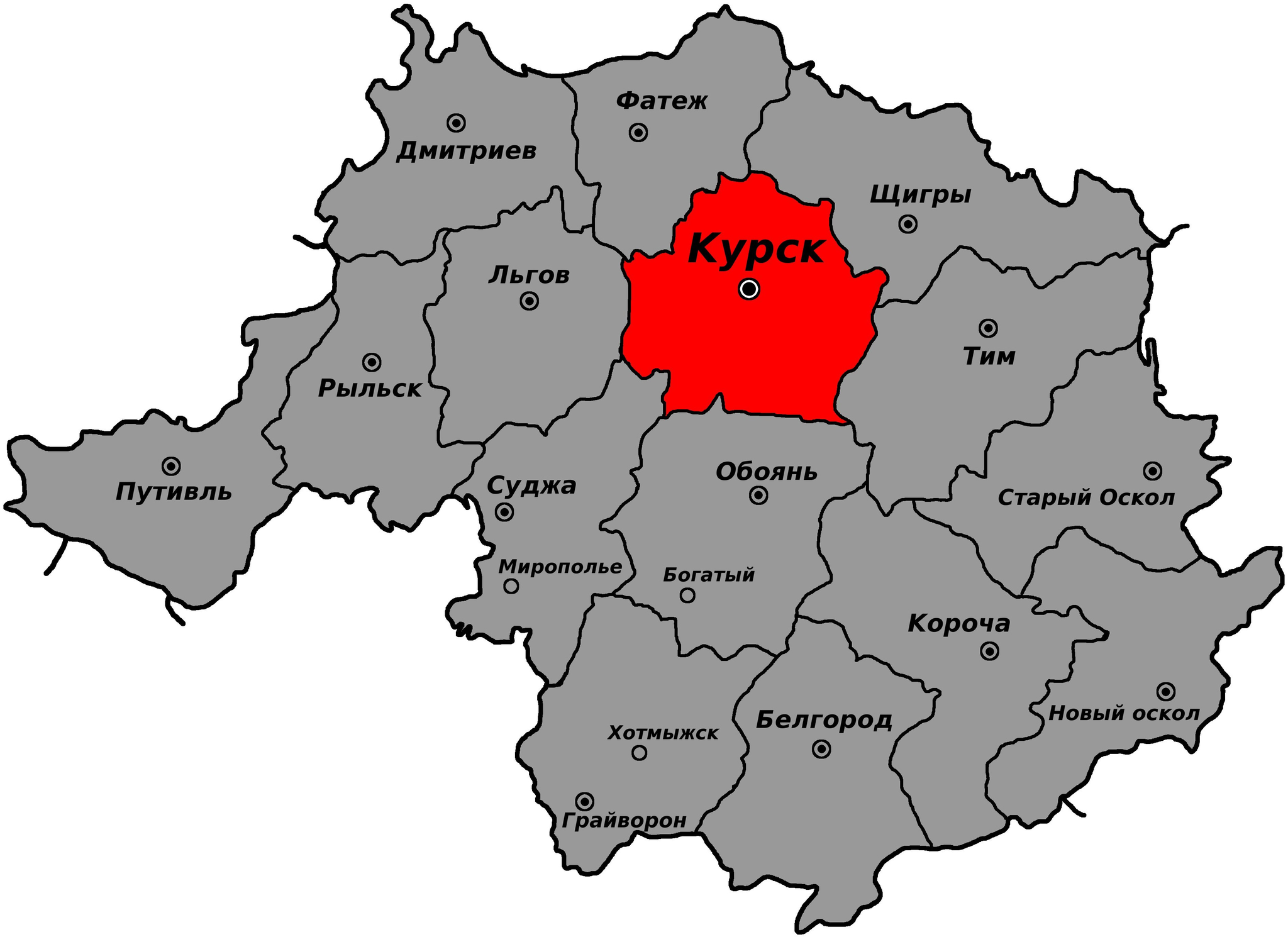
Uyezds de la Gobernación de Kursk

La gobernación estaba dividida, a su vez, en 15 uyezds:
1. Bélgorod
2. Dmítriev
3. Fatezh
4. Gráyvoron
5. Korocha
6. Kursk
7. Lgov
8. Novy Oskol
9. Oboyán
10. Putivl
11. Rylsk
12. Schigry
13. Stary Oskol
14. Sudzha
15. Tim